# (32774) 1986 VZ
1986 في زد (ويعرف أيضًا باسم (32774) 1986 في زد وفق تسمية الكوكب الصغير) (بالإنجليزية: 1986 VZ)‏ هو كويكب ضمن حزام الكويكبات؛ وترتيبه 32774 من حيث الاكتشاف.
اكتُشف هذا الجُرم الفلكي بواسطة Antonín Mrkos ‏ في 3 نوفمبر 1986.

## وصلات خارجية
- (32774) 1986 VZ في قاعدة بيانات مختبر الدفع النفاث لأجرام النظام الشمسي الصغيرة

- الاكتشاف · مخطط المدار ·  العناصر المدارية · المعلمات المادية

- (32774) 1986 VZ على موقع ويكي سكاي: DSS2, SDSS, GALEX, IRAS, Hydrogen α, X-Ray, Astrophoto, Sky Map, Articles and images